# 动物志

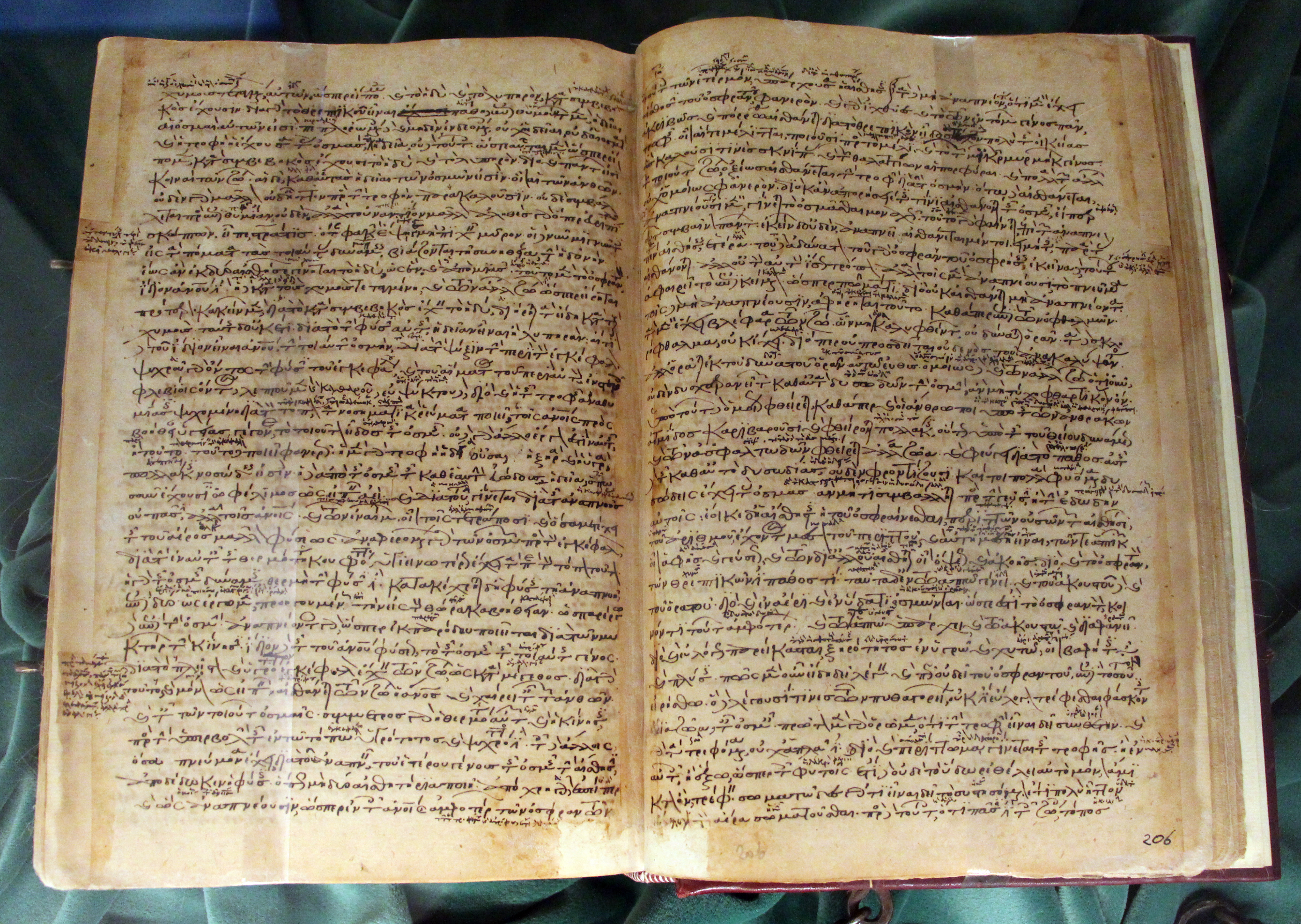
Historia animalium et al., Costantinople, XII sec. (老楞佐图书馆, pluteo 87.4)

《动物志》是一本亚里士多德的动物学自然史著作。
一般意义上说，动物志是对特定动物区系（动物相）的系统描述。

## 汉译本
- 吴寿彭 (编). . 商务印书馆. 1979  [2018-12-08]. （原始内容存档于2019-05-14）.